# Pituophis ruthveni
Pituophis ruthveni  là một loài rắn trong họ Rắn nước. Loài này được Stull mô tả khoa học đầu tiên năm 1929.

## Hình ảnh

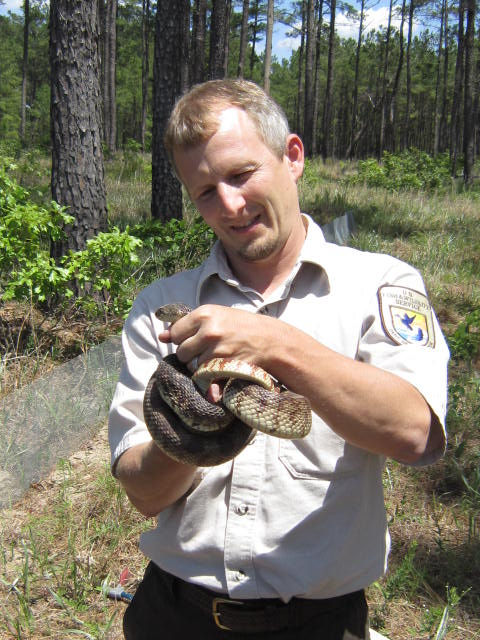
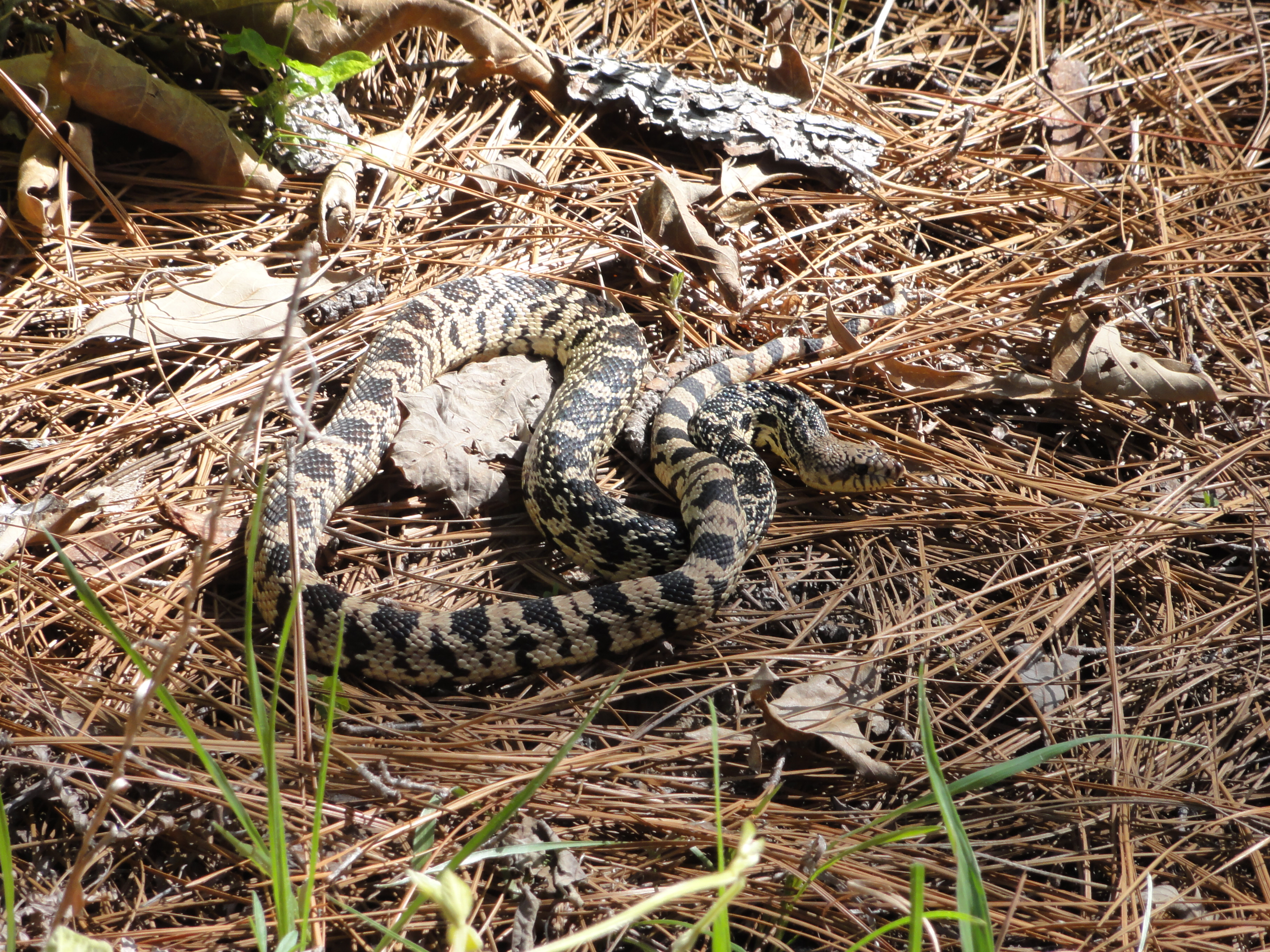